# Royal Waterloo Golf Club
Pour les articles homonymes, voir Waterloo (homonymie).
Le Royal Waterloo Golf Club est un golf situé en Belgique dans la commune de Lasne (Ohain) non loin de Waterloo.
Il reçut les notes de 17/20 pour La Marache et 15/20 pour Le Lion dans l'edition 2008/2009 du Peugeot Golf Guide.

## Histoire
Le parcours a engendré un bon nombre de joueurs amateurs champions de Belgique et qui se sont distingués dans des épreuves au niveau international. Citons entre autres, John Bigwood, Françoise et Patrick Bonnelance, Christophe Bosmans, Yves Brose, Isabelle Declercq, Michel et Alain Eaton, Laura Gonzalez-Escallón, Emilie Geury, Line Sirtaine, Sophie Tornel.  Le plus titré d'entre eux est Freddy Rodesch qui, membre de l'équipe de Belgique de 1956 à 1985, remporta 33 titres nationaux en simple ou en double et 4 titres internationaux. Il participa à 8 championnats du Monde amateur par équipes (Eisenhower Trophy) et 5 fois à l'équipe Continentale opposée à la Grande Bretagne et l'Irlande (Saint Andrews Trophy).

## Les derniers vainqueurs de l'Open de Belgique au RWGC
| année                       | Vainqueur           | Nationalité              | Score       |
| --------------------------- | ------------------- | ------------------------ | ----------- |
| 1979                        | Gavan Levenson      | Drapeau d'Afrique du Sud | 279 (-5)    |
| Volvo Belgian Open          |                     |                          |             |
| 1987                        | Eamonn Darcy        | Drapeau de l'Irlande     | 200 (-13)   |
| 1989                        | Gordon J. Brand     | Drapeau de l'Angleterre  | 273 (-11)   |
| Peugeot-Trends Belgian Open |                     |                          |             |
| 1990                        | Ove Sellberg        | Drapeau de la Suède      | 272 (-16)   |
| Renault Belgian Open        |                     |                          |             |
| 1991                        | Per-Ulrik Johansson | Drapeau de la Suède      | 276 (-12)PO |